# La Chasse au tigre (film)
Pour les articles homonymes, voir La Chasse au tigre.
Pour plus de détails, voir Fiche technique et Distribution.
La Chasse au tigre (titre original : Tiger Trouble) est un court métrage d'animation américain de la série de Dingo, réalisé par Jack Kinney et produit par les studios Disney, sorti le 5 janvier 1945 aux États-Unis.

## Synopsis
Dingo s'enfonce dans la jungle sur son éléphant à la recherche d'un tigre... Ils arrivent dans la jungle et y font un pique-nique. Pendant ce temps, le tigre surgit et attire leur attention. Ils partent sur les traces du tigre, mais ce dernier attrape Dingo. Après l'avoir attrapé, le tigre lui dévore la chaussure droite et lui lèche le pied. Dingo lui brûle la patte à l'aide d'un Zippo pour s'échapper. S'ensuit ensuite une poursuite entre Dingo et le tigre à travers la jungle, jusqu'à ce que l'éléphant intervienne. Il saute sur le tigre ce qui lui fait perdre ses rayures, puis s'enfuit avec Dingo.

## Fiche technique
- Titre français : La Chasse au tigre
- Titre original : Tiger Trouble
- Autre titre[1] :
  - Finlande : Hankala tiikeri, Tiikerihässäkkä
  - Suède : Jan Långben på tigerjakt
- Série : Dingo
- Réalisation : Jack Kinney
- Scénario : Bill Peet
- Musique: Paul Smith
- Producteur : Walt Disney
- Société de production : Walt Disney Productions
- Animateur[1]: Jack Boyd, Milt Kahl, Eric Larson, John Sibley
- Layout: Lance Nolley
- Background: Claude Coats
- Distributeur : RKO Radio Pictures
- Pays d'origine :  États-Unis
- Langue : Anglais
- Format d'image : Couleur (Technicolor) - Son : Mono (RCA Sound System)
- Durée : 7 min 37 s[2]
- Dates de sortie : 
  - États-Unis : 5 janvier 1945[3]

## Voix originales
- Pinto Colvig : Dingo (voix)

## Voix françaises

### 1erdoublage (1963)
- Duncan Elliott : Narrateur

### 2edoublage (exploité dansMickey, Donald, Pluto et Dingo en vacances, 1974)
- Michel Roux : Narrateur
- Pierre Garin : Dingo

### 3edoublage (1990)
- Hervé Jolly : Narrateur
- Gérard Rinaldi : Dingo

## Commentaires
- L'éléphant est pour le moment anonyme mais réapparait dès 1948 dans Dingo et Dolorès avec le nom de Dolorès, indiquant que c'est une éléphante[4].

## Voir  aussi

### Liens  externes
- « La Chasse au tigre » (présentation de l'œuvre), sur l'Internet Movie Database